# Gaston, Carolina de Nord
Gaston este un oraș din comitatul Northhampton, statul  Carolina de Nord,  Statele Unite ale Americii.
1. ↑   https://www.nctreasurer.com/municipalities Lipsește sau este vid: |title= (ajutor)
2. ↑  2010 U.S. Gazetteer Files, accesat în 9 iulie 2020